# Bruno Fernando
Bruno Afonso David Fernandes (Luanda, Angola, 15 de agosto de 1998) más conocido como Bruno Fernando, es un baloncestista angoleño que pertenece a la plantilla del Real Madrid de la ACB. Con 2,06 metros de estatura, ocupa la posición de ala-pívot.

## Trayectoria deportiva

### Primeros años
Fernando comenzó a jugar en su ciudad natal, Luanda, y llamó la atención de los ojeadores estadounidenses en el Campeonato Mundial Sub-17 de 2014. En 2015 se incorporó a la  Montverde Academy en  Montverde, Florida, pasando en la temporada 2016-17 a la IMG Academy de Bradenton.

### Universidad
En octubre de 2016 Fernando eligió a los Terrapins de la Universidad de Maryland para continuar su carrera, por encima de otras ofertas como Auburn, Alabama y Florida State, entre otras. Jugó dos temporadas, en las que promedió 12,0 puntos, 8,7 rebotes, 1,4 asistencias y 1,6 tapones por partido, En su primera temporada fue incluido en el mejor quinteto freshman de la Big Ten Conference, mientras que en la segunda lo fue en los mejores quintetos absoluto y defensivo respectivamente.
El 15 de abril de 2018 anunció que se presentaría al Draft de la NBA, renunciando a los dos años que le quedaban de carrera.

#### Estadísticas
| Año     | Equipo   | PJ | PT | MPP  | %TC  | %3P  | %TL  | RPP  | APP | ROB | TPP | PPP  |
| ------- | -------- | -- | -- | ---- | ---- | ---- | ---- | ---- | --- | --- | --- | ---- |
| 2017–18 | Maryland | 30 | 20 | 22.4 | .578 | .333 | .740 | 6.5  | .7  | .4  | 1.2 | 10.3 |
| 2018–19 | Maryland | 34 | 33 | 30.0 | .607 | .300 | .779 | 10.6 | 2.0 | .6  | 1.9 | 13.6 |
| Total   | Total    | 64 | 53 | 26.4 | .595 | .308 | .763 | 8.7  | 1.4 | .5  | 1.6 | 12.0 |

### Profesional
Fue elegido en la trigésimo cuarta posición del Draft de la NBA de 2019 por Philadelphia 76ers, convirtiéndose en el primer angoleño en ser elegido en un draft. Posteriormente fue traspasado a Atlanta Hawks.
Tras dos temporadas en Atlanta, el 30 de julio de 2021 es traspasado a Boston Celtics.
El 10 de febrero de 2022, es traspasado junto a Dennis Schröder y Enes Freedom a Houston Rockets, a cambio de Daniel Theis. El 2 de octubre firma un contrato de cuatro años con los Rockets por $10,9 millones.
El 9 de febrero de 2023 es traspasado, junto a Garrison Mathews, a Atlanta Hawks, a cambio de Frank Kaminsky y Justin Holiday.
A finales de julio de 2024 es cortado por los Hawks. Dos días después firma un contrato no garantizado con Toronto Raptors.
El 4 de agosto de 2024 firmó contrato con los Toronto Raptors. Fue despedido el 7 de enero de 2025, tras 17 partidos disputados con el conjunto canadiense. El 24 de enero firma por el Real Madrid de la Liga ACB española.

### Selección nacional
En 2016 llevó a la selección de Angola Sub-18 a la medalla de oro en el AfroBasket Sub-18, promediando 18,2 puntos por partido.
Durante agosto y septiembre de 2023 fue integrante de la selección de Angola que participó en el Mundial de 2023 celebrado en Asia, y que finalizó en vigesimosexto lugar.

## Estadísticas de su carrera en la NBA

### Temporada regular
| Año     | Equipo  | PJ  | PT | MPP  | %TC  | %3P   | %TL  | RPP | APP | ROB | TPP | PPP |
| ------- | ------- | --- | -- | ---- | ---- | ----- | ---- | --- | --- | --- | --- | --- |
| 2019-20 | Atlanta | 56  | 13 | 12.7 | .518 | .135  | .569 | 3.5 | .9  | .3  | .3  | 4.3 |
| 2020-21 | Atlanta | 33  | 0  | 6.8  | .409 | .000  | .682 | 2.4 | .3  | .1  | .1  | 1.5 |
| 2021-22 | Boston  | 20  | 0  | 2.9  | .500 | 1.000 | .800 | .8  | .2  | .0  | .2  | 1.0 |
| 2021-22 | Houston | 10  | 0  | 9.4  | .707 | .000  | .579 | 4.0 | .3  | .1  | .8  | 6.9 |
| 2022-23 | Houston | 31  | 4  | 11.7 | .516 | .000  | .682 | 3.9 | 1.0 | .2  | 1.0 | 4.1 |
| 2022-23 | Atlanta | 8   | 0  | 5.2  | .579 | .000  | .833 | 1.9 | .1  | .0  | .4  | 3.4 |
| 2023-24 | Atlanta | 45  | 2  | 15.2 | .583 | .000  | .667 | 4.3 | 1.0 | .6  | .6  | 6.3 |
| 2024-25 | Toronto | 17  | 2  | 8.6  | .531 | .000  | .750 | 3.0 | 1.1 | .2  | .5  | 3.4 |
| Total   | Total   | 220 | 21 | 10.6 | .543 | .122  | .653 | 3.2 | .7  | .3  | .5  | 4.0 |

### Playoffs
| Año   | Equipo  | PJ | PT | MPP | %TC  | %3P | %TL   | RPP | APP | ROB | TPP | PPP |
| ----- | ------- | -- | -- | --- | ---- | --- | ----- | --- | --- | --- | --- | --- |
| 2021  | Atlanta | 6  | 0  | 2.0 | .667 | —   | 1.000 | .2  | 0.0 | 0.0 | 0.0 | 1.0 |
| Total | Total   | 6  | 0  | 2.0 | .667 | —   | 1.000 | .2  | 0.0 | 0.0 | 0.0 | 1.0 |